# 新立堡桥
新立堡桥是连接沈阳市沈河区新立堡立交桥与浑南区的一座跨越浑河的桥梁，是浑河上首座大跨径变截面连续箱梁桥。

## 历史
新立堡桥于2011年8月23日开工建设，2012年10月1日竣工通车，全长1337.75米，桥梁主桥长790米，引道长547.75m，宽40米，为双向8车道，两侧建有非机动车与人行道。